# ジェイムス・ブレイク (ミュージシャン)
ジェイムズ・ブレイク（James Blake、1988年9月26日 - ）は、イギリスはロンドン、インフィールド・ロンドン特別区出身のシンガーソングライター、音楽プロデューサーである。
2011年、自身の名を冠したデビュー・アルバム『ジェイムズ・ブレイク』をリリース。この年のイギリス・マーキュリー賞にノミネートした。2013年リリースの2作目となるアルバム『オーヴァーグロウン』はマーキュリー賞で大賞に輝いた。第56回グラミー賞においては、最優秀新人賞にノミネートしている。
ハーモニミクス (Harmonimix)名義で他アーティストのリミックス楽曲のリリースも行っている。
コロシアムへの参加や、ジョン・ウェットンとのモーグル・スラッシュにおける活動で知られるジェイムス・リザーランドを父に持つ。1stアルバムに収録された「Wilhelm Scream」は父の曲のカヴァーである。

## 来歴

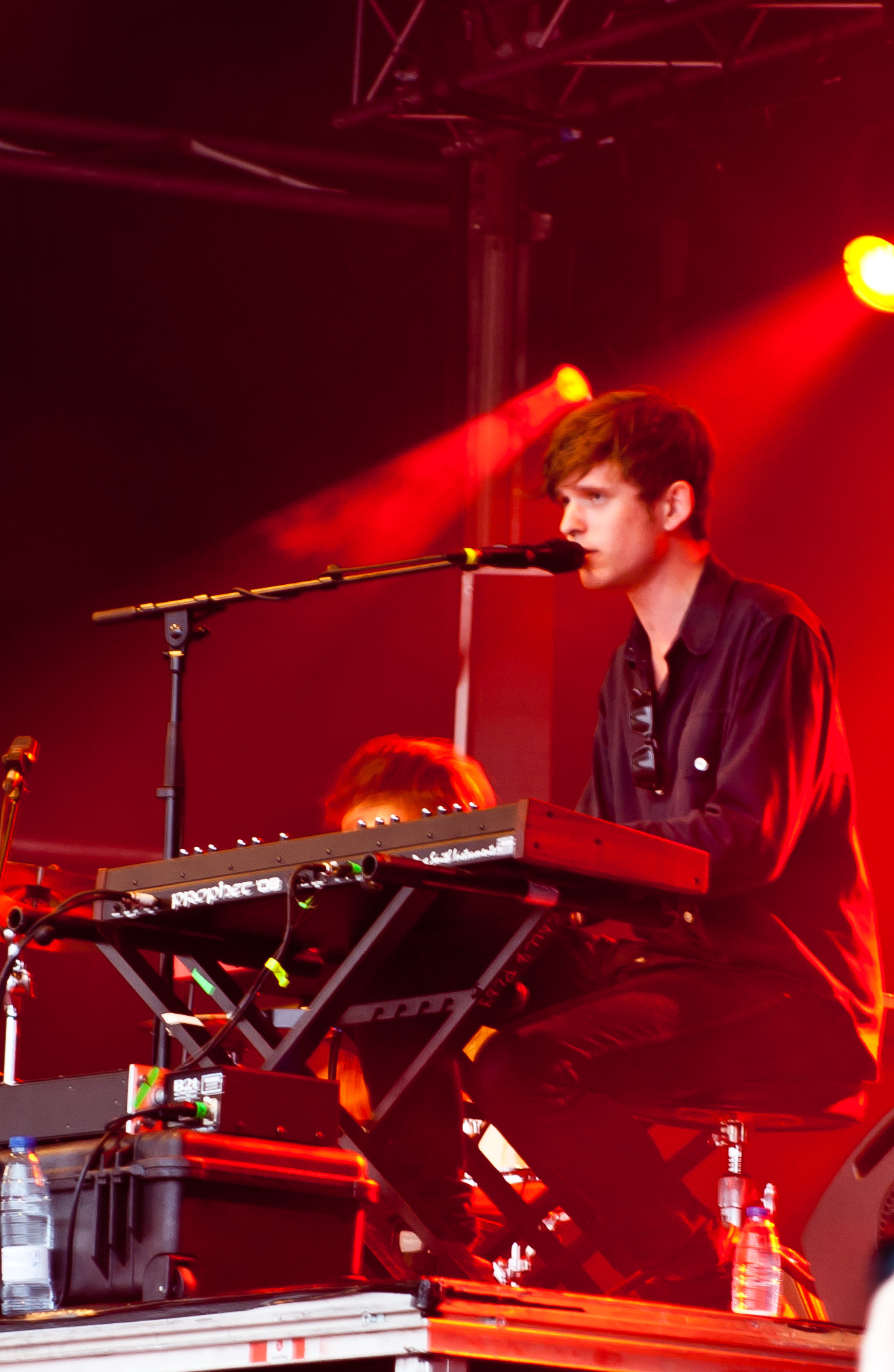
2011年

2009年6月、自身の寝室でレコーディングされたシングル「Air & Lack Thereof」をリリースし、音楽家としてのキャリアをスタートさせた。
2010年、名門R&SレコーズよりEP『CMYK』をリリース。タイトルトラックの『CMYK』がラジオを中心に話題となった。
同年11月、ファイストのカバーである「Limit to Your Love」をリリースし、全英シングルチャートで最高47位を記録した。
年末には、BBCによる、批評家や音楽関係者の投票で有望な新人アーティストを選出する恒例企画「Sound of 2011」にノミネートし、2位に選ばれた。
また、この年の作品群には批評家筋からも好意的な評価が寄せられ、ピッチフォーク・メディアからは『The Bells Sketch』『CMYK』『Klavierwerke』の3作のEPが、この年の年間ベスト・アルバム・ランキングで8位に、楽曲「I Only Know (What I Know Now)」もベスト・トラックで8位にそれぞれ選ばれた。
2011年2月7日、満を持してデビュー・アルバム『ジェイムズ・ブレイク』をリリース。本作は批評家筋から高く評価され、ピッチフォーク・メディアは、この年の年間ベスト・アルバムランキングで12位に、Amazon.comは4位に、Mojo誌は17位にそれぞれ選んだ。
同年8月、ボン・イヴェールとのコラボレーション楽曲「Fall Creek Boys Choir」も収録されたEP『Enough Thunder』を、12月にもEP『Love What Happened Here』をリリースした。
2013年4月8日には2作目となるアルバム『オーヴァーグロウン』をリリース。ブライアン・イーノやRZAも参加し、これまでの音楽性をさらに拡充する意欲作となった。ガーディアン紙は、本作をこの年の年間ベスト・アルバム・ランキングで5位に、Clash誌は2位にそれぞれ選んだ。
2016年4月、ビヨンセのアルバム『レモネード』収録の楽曲「Forward」にゲスト・ボーカルとして参加。2016年5月6日、自身3作目となるアルバム『ザ・カラー・イン・エニシング』をリリース。

## ディスコグラフィ

### アルバム
- 『ジェイムズ・ブレイク』 - James Blake (2011年)
- 『オーヴァーグロウン』 - Overgrown (2013年)
- 『ザ・カラー・イン・エニシング』 - The Colour in Anything (2016年)
- 『アシューム・フォーム』 - Assume Form (2019年)
- 『フレンズ・ザット・ブレイク・ユア・ハート』 - Friends That Break Your Heart (2021年)]
- Playing Robots into Heaven (2023年)

### EP
- The Bells Sketch (2010年)
- CMYK (2010年)
- Klavierwerke (2010年)
- Enough Thunder (2011年)
- Love What Happened Here (2011年)
- 200 Press (2014年)

### シングル
- "Air & Lack Thereof" (2009年)
- "Limit to Your Love" (2010年)
- "The Wilhelm Scream" (2011年)
- "Lindisfarne / Unluck" (2011年)
- "Order / Pan" (2011年)
- "Fall Creek Boys Choir" (2011年) ※with ボン・イヴェール
- "A Case of You" (2011年)
- "Retrograde" (2013年)
- "Overgrown" (2013年)
- "Life Round Here" (2013年)
- "Modern Soul" (2016年)
- "Timeless" (2016年)
- "Radio Silence" (2016年)
- "My Willing Heart" (2016年)
- "I Need a  Forest Fire" (2016年) ※with ボン・イヴェール